# MSC Armonia
El MSC Armonia es un crucero de la clase Lirica construido en 2001 para la compañía desaparecida Festival Cruises con el nombre de MS European Vision. Actualmente es operado por MSC Crociere. Puede acomodar 2065 pasajeros en 783 camarotes. Su tripulación es de aproximadamente 760 personas. Los itinerarios del MSC Armonia que cubre en el Mediterráneo, son: Dubrovnik, Corfú, Pireo, Santorini, Cefalonia, Ancona, Cagliari, Venecia, La Valeta, Kotor, Barcelona,  Málaga, Palma de Mallorca, Ibiza y La Goulette; los puertos en el Océano Atlántico son: Búzios, Recife, Río de Janeiro, Buenos Aires, El Salvador, Santos, Las Palmas y Funchal.
El 31 de agosto de 2014 entró en los astilleros de Fincantieri en Palermo para someterse a la gran renovación que puso en marcha MSC, llamada Proyecto Renacimiento, que consiste en ampliar en 24 metros la eslora de los barcos de la familia Lirica (MSC Armonia, MSC Sinfonia, MSC Lirica y MSC Opera), los cuales son los más pequeños de la flota MSC, añadiendo una sección de 24 m justo delante de la chimenea.

## Historia

### Festival Cruises

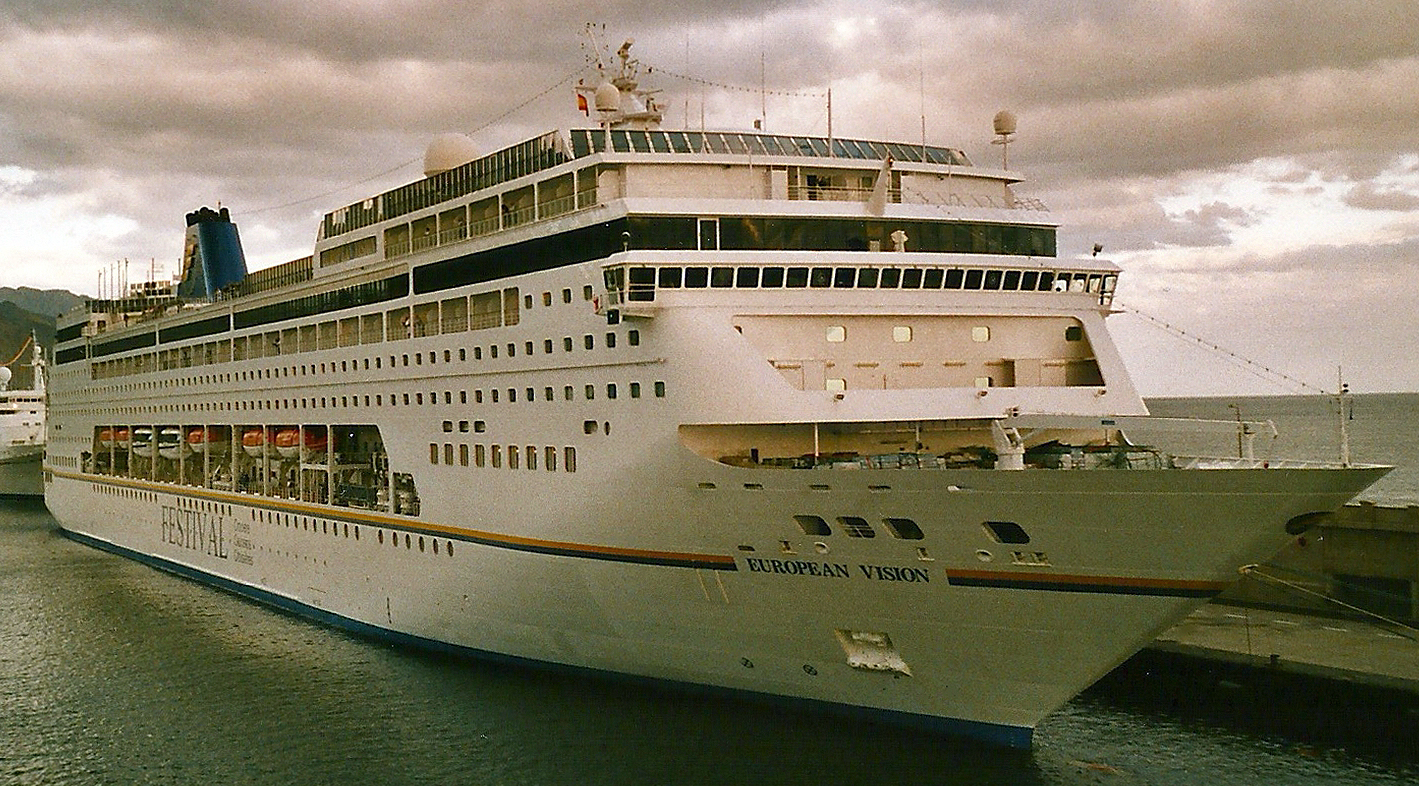
El European Vision en el año 2003.

Los cuatro buques de la familia Lirica (anteriormente clase Mistral) y el MS Mistral fueron construidos entre 2003 y 2005 en los astilleros STX en Saint-Nazaire, Francia. Actualmente tienen 251, 25 metros de eslora, pesan 60.000 toneladas y transportan 2.069 viajeros. Tras renovarse bajo el “Programa Renacimiento”, los barcos pasarán a tener 275, 25 metros de eslora, con un peso de 65.000 toneladas y podrán llevar a 2.680 viajeros, con 194 cabinas adicionales (además de 59 nuevas cabinas para la tripulación). 
Cuando aún se llamaba European Vision, fue fletado para la 27ª cumbre del G8 en Génova, Italia como un lugar seguro para los líderes mundiales de la casa. Los temores de terrorismo eran altos antes del 11 de septiembre de 2001 por parte de Al Qaeda y se consideraba como un objetivo la cumbre que estaba teniendo lugar en Génova. A pesar de que el buque estaba protegido por una falange de las unidades de lucha contra el terrorismo, incluidos helicópteros y lanzadores de misiles, el presidente George W. Bush, se quedó en un hotel que había cerca del muelle.

### MSC Cruceros

#### Proyecto Renacimiento

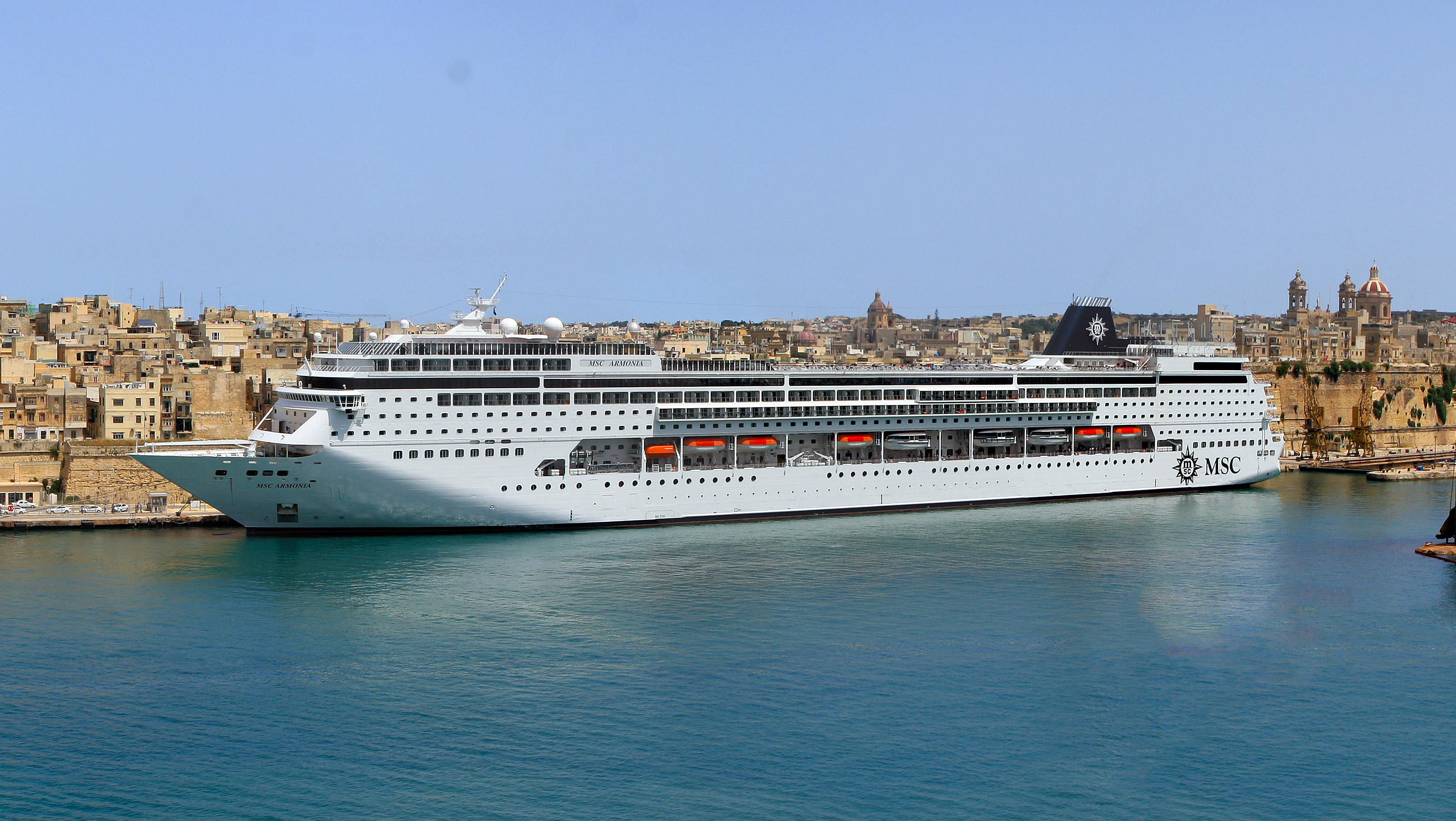
El MSC Armonia en el año 2015.

El MSC Armonia es el primer barco de la clase Lirica en someterse a la renovación llamada Proyecto Renacimiento. El trabajo está programado para ser completado el 17 de noviembre de 2014. Además de las nuevas cabinas, el buque contará con nuevos espacios como el Baby Club, construido en colaboración con Chicco, un nuevo Mini Club y un Young Club para los niños, además del Teens Club. Contará con un bufé autoservicio abierto 20 horas al día con nuevos elementos culinarios, una mayor zona de restaurantes, una nueva zona de estar, una nueva biblioteca para los viajeros, un renovado y relajante MSC Aurea Spa, una zona de parque acuático y un circuito con cañones de agua.
El programa Renacimiento de la familia Lirica de MSC Cruceros seguirá el siguiente calendario:
- MSC Armonia:  Del 31 agosto al 17 de noviembre de 2014
- MSC Sinfonia:  Del 12 enero al 16 de marzo de 2015
- MSC Opera:  Del 2 mayo al 4 de julio de 2015
- MSC Lirica:  Del 31 agosto al 9 de noviembre de 2015